# Глинец (река)
Глинец (укр. Глинець) — река во Львовском и Яворовском районах Львовской области Украины. Правый приток реки Раковка (бассейн Вислы).
Длина реки 18 км, площадь бассейна 62 км². Русло слабоизвилистое. В верхнем и среднем течении пойма частично заболочена.
Истоки расположены между пологими холмами Санско-Днестровской водораздельной равнины, на западных склонах Главного европейского водораздела, к востоку от села Тучапы. Течёт сначала на запад, потом на северо-запад, далее снова на запад, а от села Щеглы — на юго-запад. Впадает в Раковку на северо-восточной окраине города Судовая Вишня.